# Parco eolico dei Poggi Alti
Il parco eolico dei Poggi Alti è un impianto di produzione di energia da fonte eolica situato sull'omonima area collinare del territorio comunale di Scansano (GR), nei pressi dell'abitato di Murci.

## Storia
L'impianto, progettato nel 2003 e realizzato nel 2006 dalla spagnola Gamesa, è stato il primo impianto di energia eolica realizzato in provincia di Grosseto.
Originariamente previsto con 17 aerogeneratori, il progetto è stato ridimensionato alle attuali 10, a seguito di alcuni dubbi sollevati relativamente all'impatto paesaggistico nel cuore dell'area di produzione del Morellino di Scansano, data l'ubicazione dell'impianto sul crinale collinare che, da nord-est, domina la zona in cui è situato lo storico castello di Montepò.
L'inaugurazione è avvenuta nel gennaio 2007.

## Caratteristiche

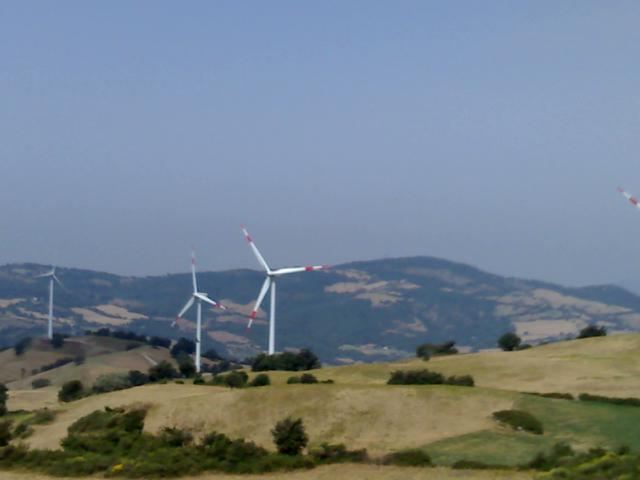
Le pale eoliche

Il parco eolico dei Poggi Alti è costituito da 10 aerogeneratori, ubicati sull'omonimo crinale collinare ad un'altitudine variabile tra i 600 e i 650 metri s.l.m.; sulle torri alte 67 metri sono installati rotori tripala aventi un diametro di 90 metri, ciascuna di esse è equipaggiata con un generatore G90 da 2 megawatt. La capacità totale installata dei 10 aerogeneratori è di 20 megawatt.
La produzione di energia eolica ha l'obiettivo di rendere autonomi, dal punto di vista energetico, i comuni di Scansano e quelli limitrofi situati nell'area delle colline dell'Albegna e del Fiora.